# フューチュラマ (アニメ)
『フューチュラマ』 (Futurama) は、31世紀の地球を舞台にしたアメリカ合衆国のSFシットコムテレビアニメシリーズ。フォックス放送で1999年3月28日から2003年8月10日まで、コメディ・セントラルで2008年3月23日から2013年9月4日まで放送された。日本ではDisney+で配信されている。

## 概要
アニメ『ザ・シンプソンズ』を製作した漫画家マット・グレイニングと脚本家デイヴィッド・X・コーエン （David X. Cohen）が、より大人向けのアニメを作ろうと構想を練り、グレイニングが自らこの企画のために立ち上げたプロダクション・スタジオ、The Curiosity Companyによって製作された。従来のアニメーションの技法に加え、宇宙船の飛行シークエンスや爆発シーンなどでCGIがたびたび使われているのが特徴。エミー賞を3回受賞するなど好評を博した。
合計4シーズンが放送されたが、フォックステレビが第5シーズンの購入を見送ったため放送中止になったが、その後もケーブルテレビ専門局コメディ・セントラルでの再放送などで人気を集め、またDVDソフトの売り上げも好調だったことから、2006年、フォックスから番組の権利を取得したコメディ・セントラルが新規に4本の長編エピソードを発注した。これにより、他局主導によるオリジナルの製作陣、キャストでの番組の復活という異例の展開となった。完成したものは2008年より順次DVDが発売され、それぞれ4つずつに分けて合計16エピソードとしたものが同ケーブル局でも放送された。このDVDシリーズの成功を受け、2009年に同局が新シーズンの再発注を決定したため、6年以上の歳月を経てTVシリーズが再開されることになった。2013年までに第7シーズンが制作されている。
「フューチュラマ」とは、1939年のニューヨーク万博でゼネラルモーターズ（GM）が出展した伝説のパビリオン、「フューチュラマ」に由来する。GM（ジーエム）の社内研究をもとにノーマン・ベル・ゲディーズ（Norman Bel Geddes）がデザインした、20年後（1959年）のアメリカの都市や郊外を再現したジオラマは、アメリカ大衆の輝かしい未来観やサイエンス・フィクションの未来描写に多大な影響を与えた。アニメ『フューチュラマ』は、上記パビリオンをはじめとした、今となっては懐かしくすらあるレトロフューチャーな未来都市やガジェットをパロディにしている。
世界各国では繰り返し放送されている人気番組であるが、日本では（ケーブルテレビなどの有料チャンネルも含め）放送されることがなかったため、国内での知名度は低い。2009年5月、TVシリーズ未放送のまま、長編第1作『フューチュラマ：ベンダーの大冒険』としてWOWOWで字幕付きで放送された。なお、WOWOWでは長編第2作『フューチュラマ：モンスターの襲撃』、長編第3作『フューチュラマ：ベンダーのゲーム』、長編第4作『フューチュラマ：緑の空のかなたへ』なども放送している。また、TVシリーズを元にした漫画『フューチュラマコミックス』(Futurama Comics)も存在している。
2022年3月、アメリカのエンターテイメント専門紙の「バラエティ」によると、ウォルト・ディズニー・カンパニー傘下の動画配信サービスであるHuluが新たなエピソード20話を発注し、9年ぶりに続編の制作が決定したことが明らかになった。本アニメの制作は20th テレビジョン・アニメーションが担当し、2023年7月24日から配信を開始した。日本ではDisney+のスターで配信している。

## あらすじ
主人公はニューヨークに住む25歳の冴えないピザ配達人フィリップ・J・フライである。1999年12月31日にピザを配達に行った先の研究所で誤ってコールドスリープされてしまい、解凍されて目覚めたときには千年後の2999年12月31日であった。物語は、フライが仕事を得た先の惑星間運送会社プラネットエクスプレス社の個性的な社員たちの引き起こす騒動と、千年後の未来の社会問題や惑星間関係などをブラックユーモアを交えて描いている。

## キャラクター
フィリップ・J・フライ（Philip J. Fry）
声 - ビリー・ウェスト
1974年8月14日生まれの25歳。男性。身長180cm 。血液型はB型。小さい頃の将来の夢は宇宙飛行士になること。父親は右翼で大のタカ派、母親は遊び好き、家はボロボロという家庭に生まれる。子供時代から兄のヤンシーとは喧嘩ばかり、高校時代には一週間に百本のコーラを飲んで3回心臓発作を起こす。コニーアイランド大学を中退後、パヌッチのピザ屋でピザ配達の仕事に就く。1999年の大晦日、ピザの配達中に誤って人工冬眠装置に入り、2999年の大晦日に目が覚める。解凍早々、「人はあらかじめ割り当てられた職業に就かねばならない」という未来社会のシステムを突きつけられるが、これを拒絶して逃走する。その過程でリーラ、ベンダーと意気投合し、彼の遠い未来の親戚にあたるファーンズワース教授の経営する惑星間運送会社、プラネット・エクスプレス社で配達人として働くことに（ちなみに先の“あらかじめ割り当てられた職業”というのも配達人であった）。気楽且つ後先を考えない向こう見ずな性格で、職場ではベンダーに次ぐトラブルメーカー。ルームメイトで親友のベンダーとは暇があればテレビを見たりビールを飲んだりして自堕落な生活を送っている。リーラに憧れており、ことあるごとにアプローチをかけるが、彼女の理想の男性像とはかけ離れている為拒絶され続けている。
トゥランガ・リーラ（Turanga Leela）
声 - ケイティ・サガール
2975年7月29日生まれの24歳。女性。身長187cm。知られている限り宇宙でただ一人の一つ目の異星人。まだ赤ん坊の時にバスケットに入れられ、孤児院の前に捨てられていた。孤児院ではその風貌のために周りからよくいじめられたため、キックボクシングなどを習得しタフな性格に成長した。冷凍睡眠から目覚めた人間の手のひらに割り当てられた職業のチップを埋め込む「運命割当係」として嫌々働いていたが、フライ達と出会ったことがきっかけで仕事を辞め、プラネット・エクスプレス社の貨物宇宙船船長を務めることに。男勝りな性格で、揉め事になるととにかく良く蹴りが飛ぶ。クルーの中では一番の常識人で、持ち前のリーダーシップと行動力でフライやベンダーを窮地から助け出すことがしばしば。その特別な容貌に加えて自身の男性への選り好みも激しく、異性との関係には恵まれていない。動物を極端に可愛がる。命名の由来はメシアンの『トゥランガリーラ交響曲』より。
ベンダー・ベンディング・ロドリゲス（Bender Bending Rodríguez）
声 - ジョン・ディマジオ
2996年生まれの頭部1057歳、胴体3歳。マンボット（ロボットの性別で男性）。もともと鉄の桁を曲げる（bend）ために作られたのでベンダーという。メキシコ製｡ 身長170cm。185cm（アンテナの上まで）｡（母親ロボットの）1729番目の子供ロボットとして生まれる。ベンディング州大学でベンディング（曲げること）とロボットアメリカ学を専攻し、以降は鉄製の桁を曲げる仕事をしていた。あるとき自分の曲げていた鉄材が電話ボックスならぬ自殺ボックスの資材であったことを知り、それを苦に自殺ボックスで自殺を図る。しかしフライと出会うことで思いとどまり、彼とともにファーンズワース教授のもとに転がり込む。現在はプラネット・エクスプレス社で宇宙船のコックを務める。他者に対しておよそ感情移入するということが出来ず、一方で自己顕示欲が異常に強いという、エゴの塊のような性格をしている。また、盗みが何よりも好きという困った性癖がある。仕事以外では（または仕事中も）ソファでテレビを見るか詐欺や盗みを働くかして過ごしている。葉巻を好むほか、人間のようにアルコールを口にするが、こちらはロボットの仕様上飲酒が必要な為である。（飲まないと逆に人間が酔っ払ったような状態になる。）フライの親友でありルームメイトだが、基本的に人間を嫌っているため、そのジレンマに悩むことも。一流の料理人になることを夢見るが、彼に味覚を感じる機能はなく、その出来栄えは文字通り殺人級である。同じ製造ラインで作られた同型の兄弟ロボット、フレクソがいる。
ヒューバート・J・ファーンズワース教授（Professor Hubert J. Farnsworth）
声 - ビリー・ウェスト
2841年生まれの159歳。男性。身長167cm。ニューヨーク一オタクなスラム街、ヘルズ・ラボラトリー出身。マッドサイエンティスト。社内では単にプロフェッサーと呼ばれる。フライの（遠い×30回）甥で、自身の実験や発明の資金を得るためにプラネット・エクスプレス社を設立。宅配に使われる貨物宇宙船、プラネット・エクスプレス・シップをはじめ、様々な奇抜な発明品を生み出す。時には火星大学で教鞭をとることも。歳のせいで非常に物忘れが激しく、クルーの顔すら忘れることがしばしば。また、非常に視力が衰えてしまったためか、極端に分厚いレンズを使用した眼鏡を着用しているが、老眼鏡ではさらに分厚く筒状のレンズになり、読み物を突き通してしまうほどである。フライ、リーラ、ベンダーを躊躇いなく自殺同然の危険な配達任務に遣る。ブリーフィングに顔を見せたときの“Good news, Everyone!”が口癖であるが、毎回のこの「良い知らせ」が社員にとって本当に良いニュースであった例はない。背中に出来た腫瘍から作り出した自らのクローン、キューバートがおり、少年ながらこちらも天才である。
ハーミーズ・コンラッド（Hermes Conrad）
声 - フィル・ラマール
現在40歳。身長173cm。プラネット・エクスプレス社の経営者で妻子持ちのジャマイカ系の男性。妻のバーバラ、12歳の息子ドワイトがいる。妻と共にジャマイカ訛りの英語で話す。ワーカホリック且つ絵に描いたような事務屋で、それを誇りにしているふしがある。何事も規則どおりにしないと気が済まず、特に書類とファイリングにはとにかくうるさい。オリンピック陸上競技のリンボー走の選手（リンボーダンスとハードル走を足したようなもので、バーの上でなく下をくぐる）として金メダルを取ったことがある。
ドクター・ジョン・A・ゾイドバーグ（Dr. John A. Zoidberg）
声 - ビリー・ウェスト
年齢不詳。男性。身長175cm。デカポッド10番惑星から来たヒューマノイド型異星人。顔や手足が部分的にロブスターに似た種族。金持ちの医者を夢見て地球にやってきた。現在はプラネット・エクスプレス社で医者を務める。イディッシュ訛りでしゃべる。実は医師免許を持っておらず、フライをロボットのベンダーと間違えるほどのヤブ。臭い、汚い、醜いという設定で、とにかく周囲から疎まれる不幸なキャラクター。非常に食い意地が悪く、特に魚類には目がない。社員の中でも特に薄給で、日常的に残飯を漁ったりしている。叔父にかつてハリウッドで成功したコメディアン俳優ハロルド・ゾイドがおり、自らも映画スターやスタンドアップコメディアンとして成功することを夢見るが、才能は全くない。
エイミー・ウォング（Amy Wong）
声 - ローレン・トム
2979年12月18日生まれの20歳。身長170cm。中国系の女性。火星大学の学生でインターン社員としてプラネット・エクスプレス社で働く。両親は火星の半分を所有する大富豪である。お嬢様なので本当は働く必要はないが、うるさく結婚を迫る両親に反発してのことらしい。社内では常にピンクのパジャマ姿のような格好をしている。社員の中でも特に仕事らしい仕事もしていないが、実はファーンズワース教授と血液型が同じなのを理由に輸血要員として雇われている。両親はバガローという大型の虫の家畜の牧場を経営しており、たびたびカウボーイのような格好で登場する。両親の英語には強いアクセントがあるが、エイミー本人に訛りは無い。ただし、悪態をつくときは広東語や31世紀のスラングが飛び出す。軽い性格で、お世辞にも理性的とはいえない。遊び好きでクラブに繰り出しては良く男をひっかける。リーラに対しては容姿やファッションセンス、異性関係に関して自覚もなく嫌味のような発言をしてしまうため、たびたび反感を買っている。

## 世界観
『フューチュラマ』の舞台は31世紀初頭、ニューヨークの廃墟の上に建てられたニューニューヨーク市であるが、その実際は21世紀初頭のアメリカを誇張表現したものといえる。
21世紀初頭の世界にあった社会問題はより極端かつ深刻になっており、笑いのネタとされている。21世紀の人種隔離に対し、31世紀ではミュータントが地下の下水道施設などに追いやられていたり、行過ぎた商業主義への皮肉として、建国記念日の大統領挨拶や、果ては睡眠中の人間の夢の中でも大企業によるコマーシャルが行われるなどしている。環境問題では、捨てる場所に困り、ついには宇宙に打ち上げたゴミの塊が地球を襲ったり、オゾン層が消失していたり、松の木が絶滅していたりする。
31世紀までに宇宙開発など様々な技術革新が進んでいるが、中には人間の頭をビンに入れたまま生かしておく技術というものもあり、この結果かつての政治家や有名人などがまだ生きながらえている（これは脚本家が21世紀の現代のハリウッドなどで活躍する有名人を茶化したり、彼らに声のゲスト出演をさせたりするためのガジェットである）。インターネットも未だ存在し、人間の精神や感覚を没入させられるほどの仮想世界（トロンやマトリックスそっくりのもの）を構築しているが、接続速度が遅いことやコンテンツのほとんどがポルノであることは相変わらずであり、子供向けの検閲も相変わらず存在する。テレビは超高精細化が進んだが、31世紀でも娯楽の主流となっている。アルコールで稼動するロボットは日常的存在となり、自由意志を持ち人間と変わらないような思考をしている。車輪は過去のものとなり、車はエアカーと化している。書類などの搬送用の気送管をほうふつとさせる、人間が吸い込まれて移動するためのチューブも縦横に走っている。
宗教はいまだ社会の重要な位置を占めているが、その状況は変化が激しい。イスラム教、キリスト教、仏教などかつての世界宗教は合併の末「ファースト・アマルガメイテッド・チャーチ（第一合併教会）」となってしまったが、31世紀の宗教の主流はブードゥー教である。その他、21世紀のテレビ司会者オプラ・ウィンフリーを崇拝するオプライズム、ロボットたちの間で信仰されるロボトロジー（サイエントロジーのもじり）、禁止された宗教である「スタートレック・ファンダム」などの新宗教も出現しているようである。

### 銀河政治
地球は、ワシントンD.C.を首都とし「地球大統領」が元首を務める「地球合衆国」に統一されている。地球国旗はアメリカ合衆国の国旗の50個の星を地球の絵に変えただけの代物にすぎない。地球住民は「アーシカン（Earthicans）」と呼ばれている。火星はテラフォーミングされ密林と化している。
31世紀までに数多くの異星人が地球人と接触し、あるいは地球の植民地支配を受けている。地球のある銀河系の大半は地球合衆国の勢力圏にある。第二次銀河大戦が終結した2945年、二度と戦争を起こさないよう地球ほか様々な惑星が集まって「諸惑星民主主義秩序体」（略称ドゥープ）という、国際連合やスタートレック世界の惑星連邦を思わせる国際機関を形成したが、地球合衆国はしばしばドゥープの決議に基づかず単独行動を行っている。地球から1000光年離れたペルセウス座オミクロン星の第8惑星はしばしばドゥープや地球と紛争を起こす（原因は、オミクロン星系で31世紀現在傍受できる1000年前の地球のテレビ放送の中断など、馬鹿馬鹿しいものばかりである）。

### 言語
31世紀までの間に言語学上でもいくらか変化があったようである。その顕著な例は2種類（実際には3種類ある）の「エイリアン・アルファベット」で、しばしば登場人物の背後などに書かれている文字である。どちらも実は英語のアルファベットをもとにした暗号になっており、解読すれば視聴者向けの内輪ジョークが書かれている。第一アルファベットは、英語のアルファベットと一対一対応する、単純な換字式暗号である。 第二アルファベットは古代に宇宙を支配した異星人のものとされているが、これもアルファベットによるやや複雑な暗号である。 これらエイリアン・アルファベットを除くと、作中に出てくる標記はほとんどが英語であり、ほとんどの異星人も英語を話す。一方、フランス語は完全に死滅したようであり、ほとんどの作中人物はフランス語を全く理解できず紀元3000年を祝うパリ市民は英語でカウントダウンを行っている。（フランスで放送されているフランス語版では、死滅したのはドイツ語に変わっている。）

### 地球合衆国

地球合衆国の国旗

架空の国家。時は西暦31世紀。ワシントンD.C.を首都と定める。元首は「地球大統領」と称され、地球合衆国は銀河系の各地に植民地を持つ。

## トリビア
- 「フューチュラマ」以外に「ドゥームズビル」と「アロハ・マーズ」という案が挙がっていた。
- フライのファーストネーム、「フィリップ」は俳優フィル・ハートマンにちなんでいる。彼は登場キャラクターの一人、ゼップ・ブレニガンの声を演じるはずだったが、収録直前に亡くなってしまった。（同キャラクターの声はフライの声を担当しているビリー・ウェストが演じている。）
- リーラ（トゥランガ・リーラ）の名前の元ネタはオリヴィエ・メシアンのトゥランガリーラ交響曲であり、かつてSF映画やテレビドラマで多用された電子楽器、オンド・マルトノを大々的に使う曲として有名。
- ファーンズワース教授の名前の元ネタは、1927年に全電子式テレビを開発したアメリカの発明家フィロ・テイラー・ファーンズワース。
- リーラのオフィスコードは「1B-D1 ビーズのような一つ目」となっており、第一話でリーラが応援を呼ぶ際のリストバンドで確認することができる。
- ベンダーの名前は映画ブレックファスト・クラブでジャド・ネルソン演じたジョン・ベンダーから取って付けられた。
- ナード向けの数学・科学ネタのジョークが非常に多いのも特徴である。
  - ベンダーのアパートの番号「00100100」はアスキーコードの「$（ドルマーク）」と同じである。
  - 第3シーズン第一話「ザ・ホンキング」で訪れた屋敷の壁に0と1の数字が現れベンダーを震え上がらせるシーンがあるが、最初に見た数字は特に意味を持たないが、鏡に映った文字を10進法に当てはめると「666」という数になる。（ちなみにこのシーンは映画「シャイニング」のパロディである）
- ペルセウス座オミクロン星の第8惑星は実際に地球から1000光年離れた惑星として存在している。

## 賞
アニー賞、エミー賞の多数の賞を受賞。また、ネビュラ賞などにもノミネートされている。

## DVDリリース、その他商品
各シーズンごとのDVDボックス、および4エピソードを集めたベスト盤がリージョン1、リージョン2、リージョン4で発売されている。またコミックス、ゲームソフト、フィギュアやブリキ人形など各種関連商品が発売されている。